# Makarov
Makarov, bis 1924 Mukarov (deutsch Makarow, früher Mukarow) ist ein Ortsteil der Gemeinde Pracejovice in Tschechien. Er liegt acht Kilometer westlich von Strakonice in Südböhmen und gehört zum Okres Strakonice.

## Geographie

### Geographische Lage
Makarov befindet sich zwischen drei bewaldeten Hügeln linksseitig über dem Tal des Baches Stružný potok im Vorland des Böhmerwaldes. Nördlich erhebt sich die Homolka (490 m), im Südosten die Mladiny (600 m), südwestlich der Holý vrch (620 m), westlich der Makarovský vrch (575 m) und im Nordwesten der Kůstrý vrch (584 m).

### Nachbargemeinden
Nachbarorte sind Novosedly, Stružský Mlýn, Koclov, Sloučín, Liboč und Katovice im Norden, Střela und Pracejovice im Nordosten, Drachkov im Osten, Lhota u Svaté Anny im Südosten, Kraselov im Süden, Milčice, Dřetiny, Tažovice und Tažovická Lhota im Südwesten, Lipnice, Šebelovský Mlýn und Volenice im Westen sowie Štěchovice im Nordwesten.

## Geschichte
Die erste urkundliche Erwähnung von Makarov erfolgte 1233 als Besitz des Klosters St. Georg auf der Prager Burg. Nachdem Bavor I. von Strakonitz und dessen Frau Dobislawa im Jahre 1243 bei der Kirche des hl. Prokop in Strakonitz ein förmliches Konvent des Malteserordens gestiftet hatte und diesem die Dörfer Horažďovice, Horka, Sousedovice, Mutěnice, Miloňovice, Radošovice, Ptákovice, Lom, Krty und Libětice übereignet hatte, bestätigte Markgraf Ottokar Přemysl dem Orden 1251 die Schenkung, wobei dieser anstelle von Horažďovice das Dorf Mokarow erhielt. In den nachfolgenden sechs Jahrhunderten stand das Dorf unter der Burgrechtsverwaltung der Malteser. Im Jahre 1840 bestand Mukarow aus 23 Häusern mit 139 Einwohnern. Pfarrort war Krasilau. Bis zur Mitte des 19. Jahrhunderts blieb das Dorf immer nach Strakonitz untertänig.
Nach der Aufhebung der Patrimonialherrschaften bildete Mukarov/Mukarow ab 1850 einen Ortsteil der Gemeinde Pracejovice in der Bezirkshauptmannschaft und dem Gerichtsbezirk Strakonice. 1921 löste sich Mukarov von Pracejovice los und bildete eine eigene Gemeinde. Zu dieser Zeit hatte das Dorf 188 Einwohner.
Seit 1924 wird Makarov als amtlicher Ortsname verwendet. 1959 erfolgten Grundkäufe südlich des Dorfes zur Anlage des Erholungsgebiets Mladiny. Im Jahre 1964 wurde Makarov wieder nach Pracejovice eingemeindet. Zwischen 1972 und 1980 entstand in Eigenleistung der Bewohner im Tal des Stružný potok unterhalb von Mladiny ein Schwimmbad. Makarov hatte im Jahre 1991 50 Einwohner. Beim Zensus von 2001 wurden 42 Personen und 29 Wohnhäuser gezählt. Dauerhaft bewohnt werden lediglich 17 Häuser, die anderen diesen als Feriendomizile. Die Siedlung Mladiny besteht aus 29 Bungalows.

## Kultur und Sehenswürdigkeiten
- Kapelle